# Романов, Иван Данилович
Иван Данилович Романов (24.04.1925, д. Вихоры Михневского района Московской области — 11.03.1979, Москва) — советский инженер, конструктор, специалист в области разработки приборов и систем автоматики ядерных боеприпасов.
В 1942-1949 гг. работал в Москве на различных предприятиях.
В 1949—1979 гг. сотрудник ВНИИА в должностях от инженера-конструктора до заместителя главного конструктора.
Окончил Московский станкоинструментальный институт (1970).
Государственная премия СССР 1969 г. — за разработку и внедрение специальной автоматизированной системы для контроля ядерных боеприпасов.
Государственная премия СССР 1979 г. — за создание ядерных боеприпасов для торпедного и ракетного оружия ВМФ.
Награды: орден Трудового Красного Знамени (1960), орден Октябрьской Революции (1976), медали «За трудовую доблесть», «За доблестный труд. В ознаменование 100-летия со дня рождения В. И. Ленина».